# Be Not Nobody
Be Not Nobody este albumul de debut a cântăreței și textierei Vanessa Carlton, lansat în 2002 de A&M Records.
„A Thousand Miles” a fost primul single extras de pe album. A ajuns printre primele cinci piese din Billboard Hot 100, numărul unu în Australia și în top 10 melodii din Marea Britanie. Be Not Nobody a primit un disc de aur din partea by the RIAA în iunie 2002, iar în octombrie un disc de platină.
„Ordinary Day” a intrat în topul primelor patruzeci de melodii din U.S. Hot 100. „Pretty Baby”, care a fost nominalizat la Teen Choice Award 2003 la categoria „Choice Love Song”, nu a apărut în Hot 100 sau în topurile din UK. La sfârșitul anului 2004 s-au vândut peste 1,38 de milioane de copii în Statele Unite conform Nielsen SoundScan, iar revista Variety a dat publicității în iulie 2003 o estimare conform căreia s-au vândut peste 2,3 milioane de exemplare la nivel mondial.Revista Billboard a clasat-o pe Cartlon pe locul 21 în lista Celor mai buni artiști de muzică pop din 2002.

## Lista pieselor
Versurile au fost compuse de Vanessa Carlton
1. "Ordinary Day" – 3:58
2. "Unsung" – 4:20
3. "A Thousand Miles" – 3:57
4. "Pretty Baby" – 3:55
5. "Rinse" – 4:31
6. "Sway" – 3:57
7. "Paradise" – 4:50
8. "Prince" – 4:09
9. "Paint It Black" (Mick Jagger, Keith Richards) – 3:30
10. "Wanted" – 3:55
11. "Twilight" – 4:49
12. "Twilight (Live)" Melodie bonus Japonia
13. "Wanted (Ripe Mix)"  - 3:55 Melodie bonus UK/Japonia

## Clasamente
| Clasament (2002)                    | Poziție de vârf |
| ----------------------------------- | --------------- |
| Australia ARIA Albums Chart         | 13              |
| Austria Albums Chart                | 13              |
| Belgium (Flanders) Albums Chart     | 17              |
| Belgium (Wallonia) Albums Chart     | 24              |
| Denmark Albums Chart                | 20              |
| Dutch Albums Chart                  | 14              |
| France Albums Chart                 | 17              |
| Japan Oricon Albums Chart           | 17              |
| New Zealand Albums Chart            | 23              |
| Norway Albums Chart                 | 33              |
| Sweden Albums Chart                 | 44              |
| Switzerland Albums Chart            | 15              |
| UK Albums Chart                     | 7               |
| U.S. Billboard 200                  | 5               |
| Top Internet Albums (North America) | 5               |

## Vânzări
| Țară           | Certificări | Exemplare vândute       |
| -------------- | ----------- | ----------------------- |
| Australia      | Aur         | 35,000+                 |
| Canada         | Aur         | 50,000+                 |
| United Kingdom | Aur         | 100,000+                |
| United States  | Platină     | 1.38 milioane (Q4 2004) |